# Lichtenau (Neustadt an der Orla)
Lichtenau ist ein Ortsteil der Stadt Neustadt an der Orla im Saale-Orla-Kreis in Thüringen.

## Geografie und Geologie
Lichtenau liegt nordwestlich von Neustadt an der Orla an der kurvenreichen und ansteigenden Landesstraße 1110 in Richtung Kahla. Diese Straße verbindet auch die anliegenden Orte mit der Bundesstraße 281 zur Bundesautobahn 9 mit Anschluss bei Triptis. Das Dorf liegt auf einer Hochfläche der Saale-Elster-Sandsteinplatte und ist von Wiesen und Feldern und dann von Wald umgeben. Es befindet sich auf einer höher gelegenen Ebene in einer grünen Insel. Sie ist von Wald und Wiesen und Weiden sowie Feldern nördlich des Orlatals umgeben.
Nachbarorte sind  nördlich Breitenhain, Strößwitz, Stanau und südlich die Stadt Neustadt an der Orla.
Mit der Linie 981 des Verkehrsunternehmens KomBus hat Lichtenau Anschluss an die Kernstadt Neustadt an der Orla und von da aus an die Städte Schleiz (Linie 820), Stadtroda (Linie 820), Jena (Linie 820) und Triptis (Linien 831 und 832).

## Geschichte
Das Gebiet um Lichtenau wurde von den Sorben erschlossen.
Die urkundliche Ersterwähnung fand 1364 statt. Wolfgang Kahl weist 1423 als erste urkundliche Erwähnung nach. Die Kirche wurde 1730 auf den Grundmauern eines Vorgängergebäudes aufgebaut.
Im Ort befinden sich ein Kinder- und ein Jugendheim.
Am 9. April 1994 erfolgte die Eingemeindung nach Neustadt an der Orla.
Ende 2021 wohnen 171 Personen im Ort.